# Cheiracanthium inflatum
Cheiracanthium inflatum es una especie de araña del género Cheiracanthium, familia Cheiracanthiidae, suborden Araneomorphae. Fue descrita científicamente por Wang & Zhang en 2013.

## Distribución
Se distribuye por China.